# 许学宁
许学宁（1968年12月12日—），江苏人，中国男子击剑运动员。教练员，退役后担任中国女子重剑队主教练。他曾获得1994年亚洲运动会男子重剑个人金牌。